# Jutta Szwabska
Jutta Szwabska, również Jutta Claricia Turyńska (ur. 1133–1134 r.; zm. 7 lipca 1191 r.) – żona landgrafa Turyngii Ludwika II Żeleznego.
Jutta była córką księcia Szwabii Fryderyka II Jednookiego i przyrodnią siostrą cesarza Fryderyka Barbarossy. W 1150 r. poślubiła landgrafa Turyngii Ludwika II Żelaznego wiążąc ród męża ze Staufami. W 1168 r. Jutta rozpoczęła budowę zamku Runneburg w Turyngii, co spowodowało protesty hrabiów Beichlingen. Ich skargę oddalił cesarz Fryderyk Barbarossa.
Jutta przeżyła męża i najstarszego syna Ludwika III. Została pochowana obok męża w klasztorze Reinhardsbrunn.
Jutta i Ludwik Żelazny mieli trzech synów:
- Ludwik III (1151-1190)
- Herman I (zm. 1217 r.)
- Henryk Raspe III